# Aleksy Antkiewicz
Aleksy Antkiewicz, född 12 november 1923 i Katlewo, död 3 april 2005 i Gdańsk, var en polsk boxare.
Antkiewicz blev olympisk silvermedaljör i lättvikt i boxning vid sommarspelen 1952 i Helsingfors.